# Charles Stettler (Produzent)
Charles Stettler (* 30. April 1950 in der Schweiz) ist ein US-amerikanischer Musik- und Filmproduzent und war als Entdecker und Manager der Fat Boys maßgeblich für deren Erfolg verantwortlich.

## Karriere
In den frühen 1980er-Jahren war der in der Schweiz geborene Charles Stettler als Besitzer einer Promotionfirma auf der Suche nach einer Band für seine noch zu gründende eigene Schallplattenfirma Tin Pan Apple, nachdem er zuvor eine Diskothek betrieben hatte. Ihm gelang eine Kooperation mit Coca-Cola sowie lokalen Radiostationen in New York City für ein Rap-Talentwettbewerb; dem Sieger wurde ein Plattenvertrag bei dem noch nicht bestehenden Label ausgelobt.
Der Wettbewerb wurde von den Disco 3 gewonnen. Auf das Betreiben von Stettler wurde der Name schnell in Fat Boys geändert, und 1984 erschien das erste, selbstbetitelte Album dem jedoch in den USA kein großer Erfolg beschieden war. Trotzdem tourten sie als einer der ersten US-Rapbands durch Europa. Stettler baute auf das komische Potential der übergewichtigen Rapper und produzierte im Laufe der Jahre mehrere amüsante Musikvideos der Band, für die er zahlreiche Gaststars (die Beach Boys, Chubby Checker, Hector Camacho) gewinnen konnte und in denen er stets in verschiedenen Rollen mitspielte. Diese führten letztendlich zum Durchbruch der Band, Wipeout mit den Beach Boys erreichte Platz 12 in den Billboard Charts und The Twist war in Deutschland und der Schweiz auf Platz 1.
Neben seiner erfolgreichen Arbeit als Musikproduzent versuchte Stettler auch im Filmgeschäft Fuß zu fassen. Nachdem er bereits 1985 im Film Krush Groove aufgetreten war, produzierte er 1987 den Film Das Chaoten-Team mit den Fat Boys in der Hauptrolle. Der Film war allerdings ein Flop. 1993, nach der Trennung von den Fat Boys, produzierte er seinen zweiten und letzten Spielfilm, Who's the Man, mit Doctor Dré und Ice-T in den Hauptrollen.
Seiner Plattenfirma Tin Pan Apple gelang nach den Fat Boys kein weiterer Erfolg, sie wurde Anfang der 1990er Jahre von PolyGram aufgekauft.